# Chronologie du Sénégal

## Préhistoire
- 100 000 ans : Des armes en silex découverts dans les pays Sérère, par exemple, Tiémassass[1].
- IVe siècle av. J.-C. : apparition d’amas coquilliers dans les régions côtières[2]
- IIIe siècle av. J.-C. : apparition de mégalithes dans le haut Saloum et la haute Gambie[3],[4],[5],[2]
- Ier siècle : apparition de céramiques dans la vallée du fleuve Sénégal
- IIIe siècle : apparition de tumulus à l’intérieur et de métallurgie du fer dans la moyenne vallée du Sénégal et dans l’est du pays

## Moyen Âge
- c 750 (probablement c. 350 apr. J.-C.) - début du XVIe siècle : les dynasties Sérères paternels tels que la famille Diouf régnait dans le Baol avec le Wagadou dynastie maternelle[6],[7]
- VIIIe siècle : participation active de la vallée du Sénégal aux réseaux marchands transsahariens ; commerce de l’or et du sel
- vers 850 : Le Dia Ogo dynastie sur le trône du Tekrour
- autour du XIe siècle : lamane Djigan Diouf fondée Tukar[8],[9].
- vers 1030 : War Jabi, roi du Tekrour, se convertit à l’islam
- vers 1035 : Les Sérères du Tekrour refusé de se soumettre à l'islam. Les Sérères du Tekrour finalement vaincu par la coalition musulmane (convertis Africains et Almoravides). Sérères de Tékrour exode.
- vers 1040 : essor du mouvement almoravide
- vers 1060 : alliance entre le Tekrour et les Almoravides au Sahara
- Novembre 1087 : Le roi Sérère Ama Gôdô Maat défait le chef de l'Almoravides Abu Bakr Ibn Omar[10],[11].
- 1100 à 1200 : le royaume de Sosso sous la direction de Soumaoro Kanté domine le Soudan occidental
- vers 1290 Maad Ndaah Ndiémé Diouf (ancêtre de la dynastie Diouf du Sine et du Saloum) monta sur le trône de Laah au Baol.
- vers 1300 : invasion malienne : le Tekrour et le Djolof tombent sous la domination de l’empire du Mali
- vers 1335: La famille Guelwar défait à la bataille de Troubang par les Ñaancos (en) de Kaabu. Les Guelwars accorder l'asile par les nobles Sérères (le Grand Conseil des Lamanes)[12].
- vers 1350-1400 : Renommer du Royaume du Sine (période de Guelwar); Maissa Waly Dione (1350 - 1370) - (premier roi Guelwar du pays Sérère) succéder au trône du Sine[13].
- vers 1360 : Ndiadiane Ndiaye fonde l’empire du Djolof dans le centre du Sénégal[14],[15],[16]

## Débuts de l’ère moderne
- 1444 : arrivée des premiers navigateurs portugais (Dinis Dias) sur les côtes sénégalaises
- 1446 : l'explorateur portugais Nuno Tristão est tué par les Sérères lors de l'une de ses razzia[17],[18]
- 1455 : Ca' da Mosto au Sénégal
- vers 1490 : Koli Tenguella vainc le Tekrour et soumet le royaume du Fouta-Toro à la dynastie Denianké
- XVIe siècle : développement de petites communautés luso-africaines sur la Petite-Côte (Rufisque, Portudal, Joal) et en Casamance
- 1493 : Maad Saloum Mbegan Ndour, roi du Saloum, monta sur le trône[19]
- vers 1549 : bataille de Danki (en). Amary Ngoone vainc l’empire du Djolof et unifie les royaumes du Cayor et du Baol ; indépendance complète des royaumes du Waalo, du Sine et du Saloum
- 1567 : Maad Saloum Maléotane Diouf la plus longue roi régnant du Saloum, monta sur le trône[19]
- 1603 : fondation de l'université islamique de Pire par Khaly Amar Fall
- 1621 : établissement d’un comptoir hollandais à Gorée
- 1633 : création par les Français de la première compagnie à privilèges au Sénégal
- 1651 : construction du fort James par les Anglais, près de l’embouchure du fleuve Gambie
- 1659 : fondation, sur l'initiative de Richelieu, d'un fort à Saint-Louis, ainsi nommé en l'honneur de Louis XIII ; essor d’une communauté métisse (signares)
- 1673 : débuts de la Compagnie du Sénégal
- 1673-1677 : révolution islamique Tubenan au Fouta-Toro et dans les royaumes wolofs
- 1677 : les Français prennent Gorée aux Hollandais
- 1693 : établissement de l’imamat du Boundou par Malik Sy Daouda
- 1693-1720 : le damel-teigne Lat Soukabé réunit les royaumes du Baol et du Cayor
- 1699 : construction du fort Saint-Joseph de Galam par les Français dans la haute vallée du fleuve Sénégal
- vers 1730 : fondation du centre d'enseignement coranique de Koki par Mukhtar Ndumbé Diop
- 1734: retour d'Ayuba Suleiman Diallo, un des premiers esclave connu à être retourné dans son pays natal après avoir été emmené en Amérique.
- 1758 : occupation de Saint-Louis par les Britanniques
- 1776 : deuxième révolution islamique au Fouta-Toro ; création d’un État théocratique par Abdoul Kader Kane
- 1778 : le métis Charles Thévenot est reconnu comme maire par le gouverneur britannique de Saint-Louis
- 1779 : les Français reprennent le contrôle de Saint-Louis
- 1788 : création à Paris de la Société des amis des Noirs
- 1789 : Révolution française : les habitants de Saint-Louis rédigent un cahier de doléances contre la Compagnie du Sénégal
- 1790 : la révolution islamique du Fouta-Toro s’étend au Cayor
- 1791 : abolition des compagnies à privilèges par la France
- 1795 : défaites des religieux musulmans du Cayor ; fondation de la communauté autonome des Lébous du Cap-Vert par Dial Diop
- 1796 : fondation de la République léboue de Ndakarou (Cap-Vert) par des religieux du Cayor ; fondation du centre islamique de Mbacké par Mame Maram Mbacké
- 1809 : les Britanniques occupent à nouveau Saint-Louis ; fondation du centre islamique de Ndankh par le cheikh qâdirî Bunama Kunta
- 1812 : la République Lébou indépendante du Cayor
- 1814 : abolition du commerce des esclaves par le Congrès de Vienne ; le commerce clandestin se poursuit jusque dans les années 1890
- 1816 : établissement d’un comptoir britannique à Bathurst (Banjul), dans l’embouchure du fleuve Gambie
- 1817-1832 : Birima Fatma Cubb réunifie les royaumes du Cayor et du Baol
- 1817 : les Français reprennent le contrôle de Saint-Louis
- 1819-1831 : les Français tentent d’introduire la culture du coton au Waalo (baron Roger)
- 1821 : le gouverneur français reconnaît les institutions métisses de Saint-Louis (maire, conseil municipal)
- 1827 : Njaga Isa, le serigne de Koki, et Dilé Fatim Thiam organisent la rébellion contre le souverain du Waalo
- 1830 : Dilé Fatim Thiam est vaincu par les Français à la bataille de Mbilor
- 1838 : établissement d’un comptoir français à Sédhiou en Casamance
- 1840 : des négociants français de Saint-Louis établissent un comptoir à Rufisque
- années 1840 : introduction de la culture de l’arachide
- 1845 : installation des Pères du Saint-Esprit au Sénégal
- 1848 : les résidents de Saint-Louis et Gorée obtiennent la citoyenneté française ; ils élisent conjointement le métis Barthélémy Durand Valantin comme député à l’Assemblée nationale française
- 27 avril 1848 : abolition définitive de l’esclavage par la IIe République française
- 1852 : la représentation du Sénégal à l’Assemblée nationale française est supprimée ; Al-Hadj Oumar Tall lance une djihad dans l’est du pays

## Période coloniale
- 1855- 1858 : campagnes du gouverneur Faidherbe dans la vallée du fleuve Sénégal
- 1855 : annexion du Waalo par la France
- 1857 : Al-Hadj Omar Tall est vaincu par les Français au siège de Médine ; création des Tirailleurs sénégalais, un corps d'infanterie colonial ; fondation de Dakar
- 1859-1865 : Faidherbe envahit le Cayor et le Baol et y établit des protectorats
- 1861-1863 : premier règne du damel Lat Dior au Cayor. Victoire de Lat Dior à Ngolgol sur les Français et son rival Madiodio.
- 1862 : djihad du marabout Maba Diakhou Bâ au Rip, au Saloum et au Baol ; liaison télégraphique Gorée-Saint-Louis
- 18 juillet 1867 : défaite et mort de Maba Diakhou Bâ lors de la bataille de Fandane-Thiouthioune (communément appelé la bataille de Somb) au Sine. Défait par le roi du Sine, Maad a Sinig Coumba Ndoffène Famak Diouf[20],[21]
- 1868-1869 : épidémies de choléra
- 1868-1883 : deuxième règne du damel Lat Dior au Cayor
- 1868 : Le marabout Cheikhou Ahmadou BA, fils de Hâmet BA lance une djihad au Djolof et au Cayor
- 1872 : Saint-Louis et Gorée obtiennent le statut de communes françaises
- 1875: Cheikhou Ahmadou BA, fils de Hâmet BA fut vaincu à la bataille de Samba Sadio, par une vaste coalition dirigée par les français, Lat Dior, Alboury etc. Ses disciples fondèrent après lui de nombreux villages d'obédience madiyanké.
- 1879 : création d'un Conseil général élu pour les colonies à Saint-Louis
- 1880 : Rufisque obtient le statut de commune française
- 1882 : fondation de Thiénaba Seck par le marabout tidjane Amary Ndack Seck
- 1883 : le cheikh qâdirî Bou Kounta fonde Ndiassane
- 1883-1886 : construction de la ligne de chemin de fer Dakar Saint-Louis
- 1884 : Seydina Limamou Laye se proclame mahdi à Yoff
- octobre 1886 : défaite et mort de Lat Dior à la bataille de Dekhelé ; mort du damel Samba Laobé Fall ; annexion du Cayor par la France
- 1887 : Dakar devient une commune indépendante, séparée de Gorée ; fondation de Touba par Cheikh Ahmadou Bamba Mbacké
- juillet 1890 : la pierre sacrée de Mpal (également connu sous le nom la pierre de Mame Kantar) construit et adoré par la population locale Sérères ainsi que les Lébous pour de nombreuses générations, détruits par Limamou et de ses disciples musulmans
- années 1890 : installation des premiers négociants libanais à Dakar et dans quelques autres centres
- mai 1890 : annexion du Djolof par la France
- 1891 : annexion du Fouta-Toro par la France
- 1895 : création de l'Afrique-Occidentale française (AOF)
- 1895-1902 : exil de Cheikh Ahmadou Bamba Mbacké au Gabon
- 1902 : Dakar, capitale de l'AOF ; François Carpot, un métis de Saint-Louis est élu député du Sénégal ; El-Hadji Malick Sy fonde une zawiya tidjane à Tivaouane
- 1903-1907 : exil de Cheikh Ahmadou Bamba Mbacké en Mauritanie
- 1906 : début de la construction du chemin de fer de Dakar au Niger
- 1909 : à Rufisque, Galandou Diouf est le premier Africain élu au Conseil général de la colonie
- 1910 : Al-Hadj Abdoulaye Niasse fonde une zawiya tidjane à Kaolack ; fondation du club Aurore à Saint-Louis
- 1911-1914 : années de grande sécheresse
- 1914 : Blaise Diagne l'emporte sur François Carpot et devient le premier Africain siégeant à l'Assemblée nationale française ; une épidémie de peste ravage le pays
- 1914-1918 : Première Guerre mondiale ; enrôlement de milliers de Sénégalais
- 1918 : création de la Faculté de Médecine de Dakar
- 1919 : Blaise Diagne crée le Parti républicain socialiste indépendant (PRSI), premier parti politique africain ; premier congrès panafricain à Paris
- 1922 : en battant Georges Carpentier, le boxeur Battling Siki devient champion du monde
- 1923 : achèvement de la ligne de chemin de fer de Dakar au Niger
- 28 janvier 1924 : Le dernier roi du Sine Maad a Sinig Mahecor Diouf monta sur le trône[22],[23]
- 19 juillet 1927 : mort de Cheikh Ahmadou Bamba Mbacké
- 1929 : le Saint-louisien Lamine Guèye fonde le Parti socialiste sénégalais (PSS). * années 1930 : émergence du mouvement de la négritude autour du Martiniquais Aimé Césaire, du Sénégalais Léopold Sédar Senghor et du Guyanais Léon Damas
- 1934 : mort de Blaise Diagne et élection de Galandou Diouf à l'Assemblée nationale française; le dernier roi du Saloum Maad Saloum Fodé N'Gouye Diouf monta sur le trône[22].
- 1935: fondation de Madina Gounass par le cheikh tidjane Tierno Seydou Baa
- 1937 : création du premier syndicat sénégalais, affilié à la CGT française ; fusion du Parti socialiste sénégalais (PSS) avec la SFIO
- 1938 : création de l'Institut français d'Afrique noire (IFAN) à Dakar ; premières grèves de cheminots à Thiès
- 1939 : Deuxième Guerre mondiale ; recrutement de troupes sénégalaises dans l'armée française
- 1940 : capitulation de la France devant l'Allemagne ; Régime de Vichy ; bataille de Dakar
- 1er décembre 1944 : mutinerie des tirailleurs sénégalais à Thiaroye et répression sanglante
- 1946 : avènement de la Quatrième République en France ; création du Rassemblement démocratique africain (RDA), une fédération de partis africains fondée par Félix Houphouët-Boigny ; alliance entre Lamine Guèye et Léopold Sédar Senghor
- octobre 1947-mars 1948 ; grève de cheminots à Thiès et extension à l'AOF
- 1948 : rupture entre Léopold Sédar Senghor et Lamine Guèye et fondation du Bloc démocratique sénégalais (BDS) à la suite d'une scission avec la SFIO
- 1954 : Assane Seck crée le Mouvement autonome casamançais (MAC)
- 23 juin 1956 : la loi-cadre Defferre accorde une certaine autonomie aux colonies
- 1957 : fondation de l'Université de Dakar ; Majhemout Diop fonde le Parti africain de l'indépendance (PAI), un parti marxiste révolutionnaire
- 1958 : dissolution de l'Afrique-Occidentale française (AOF) ; transfert de la capitale du Sénégal de Saint-Louis à Dakar ; naissance de l'Union progressiste sénégalaise (UPS), futur Parti socialiste (PS)

## Indépendance
- 4 avril 1960 : signature à Paris de l'accord d'indépendance du Sénégal et du Soudan français au sein de la Fédération du Mali (date retenue officiellement pour l'anniversaire de l'indépendance du Sénégal)
- 20 juin 1960 : indépendance effective de la Fédération du Mali
- 20 août 1960 : éclatement de la Fédération du Mali
- 31 août 1960 : élection de Léopold Sédar Senghor à la présidence de la République ; Mamadou Dia est nommé Premier ministre ; interdiction du PAI
- 1961 : fondation du Bloc des masses sénégalaises (BMS) par Cheikh Anta Diop
- décembre 1962 : crise politique ; arrestation et incarcération de Mamadou Dia ainsi que de 4 autres ministres pour « tentative de coup d'État »
- 1963 : création de l'Organisation de l'unité africaine (OUA) dont le Sénégal est un membre fondateur ; inauguration de la Grande Mosquée de Touba
- 3 mars 1963 : approbation par référendum de la seconde constitution qui établit un régime présidentiel
- 1964 : fondation du Front national sénégalais (FNS) par Cheikh Anta Diop ; loi portant établissement du Domaine national au Sénégal
- 1965 : interdiction du FNS ;
- 18 février 1965 : indépendance de la Gambie
- 1966 : premier Festival mondial des arts nègres à Dakar
- 3 février 1967 : assassinat du ministre Demba Diop à Thiès
- 1968 : réélection de Léopold Sédar Senghor ; mouvements lycéens et étudiants, suivis par les syndicats ; grèves brisées par l'armée
- 1969 : nouvelles grèves des étudiants et des travailleurs; la mort des derniers rois Sérères: Maad a Sinig Mahecor Diouf et Maad Saloum Fodé N'Gouye Diouf (roi du Sine et du Saloum, respectivement)[24].
- 25 septembre 1969 : création de l'Organisation de la conférence islamique (OCI), dont le Sénégal est l'un des membres fondateurs
- 26 février 1970 : approbation par référendum de la troisième constitution qui restaure le poste de Premier ministre, confié à Abdou Diouf
- 20 mars 1970 : création de l'Organisation internationale de la francophonie (OIF), dont le Sénégal est l'un des membres fondateurs
- 18 avril 1971 : colloque sur la négritude à Dakar à l'invitation de Léopold Sédar Senghor
- 7 avril 1972 : création des Nouvelles Éditions africaines (NEA)
- avril 1972 : réforme territoriale et création des communautés rurales
- 1er janvier 1974 : naissance officielle de la Communauté économique des États de l'Afrique de l'Ouest (CEAO)
- 1974 : libéralisation progressive du régime, amnistie de prisonniers politiques, dont Mamadou Dia ; Abdoulaye Wade fonde le Parti démocratique sénégalais (PDS) ; transfert du siège de la Banque centrale des États de l'Afrique de l'Ouest (BCEAO) de Paris à Dakar
- 1977 : Cheikh Anta Diop fonde le Rassemblement national démocratique (RND), qui reste d'abord clandestin
- 1978 : élections législatives et présidentielles démocratiques ; Senghor est réélu président
- 7 février 1979 : reconnaissance du Mouvement républicain sénégalais (MRS), créé par Boubacar Guèye et l'un des quatre partis autorisés par Senghor
- 31 décembre 1980 : départ volontaire du président Senghor ; Abdou Diouf lui succède ; Habib Thiam devient Premier ministre
- juillet 1981 : tentative de coup d'État en Gambie et intervention des forces militaires sénégalaises
- 12 décembre 1981 : création de la Confédération de Sénégambie
- printemps 1982 : création du Mouvement des forces démocratiques de Casamance (MFDC)
- 3 avril 1983 : Moustapha Niasse succède à Habib Thiam, mais le poste de Premier ministre est supprimé peu après
- 1983 : élection d'Abdou Diouf
- décembre 1983 : début du conflit en Casamance
- 1987 : mort de Cheikh Anta Diop
- 1988 : réélection contestée d'Abdou Diouf
- 9 avril 1989 : conflit sénégalo-mauritanien le long de la frontière ; départ de ressortissants mauritaniens du Sénégal
- mai 1989 : 3e Sommet de la Francophonie à Dakar
- 30 septembre 1989 : dissolution de la Confédération de Sénégambie
- 1990 : création de la Biennale de Dakar (Dak'Art)
- 1991 : participation de troupes sénégalaises à la Première guerre du Golfe ; premier cessez-le-feu en Casamance
- décembre 1991 : 6e sommet de l'Organisation de la conférence islamique (OCI) à Dakar
- 1993 : création du Festival international de Jazz de Saint-Louis ; réélection du président Abdou Diouf
- 12 janvier 1994 : dévaluation du franc CFA
- 1996 : lois sur la régionalisation et le transfert de compétences vers les collectivités territoriales
- 19 mars 2000 : élection d'Abdoulaye Wade à la présidence de la République
- 5 avril 2000 : Moustapha Niasse nommé Premier ministre
- 20 décembre 2001 : mort du poète-président Léopold Sédar Senghor
- 2002 : création de l'Union africaine (UA), dont le Sénégal est l'un des membres fondateurs
- 26 septembre 2002 : naufrage du Joola
- 4 novembre 2002 : Idrissa Seck nommé Premier ministre
- 21 avril 2004 : limogeage d'Idrissa Seck ; nomination de Macky Sall
- 30 décembre 2004 : accord de paix en Casamance
- 23 juillet 2005 : arrestation d'Idrissa Seck, accusé de corruption
- 22 mars 2006 : tentative de coup d'État en Gambie
- février 2007 : réélection du président Abdoulaye Wade
- novembre 2007 : émeutes à Dakar
- juin 2007 : victoire du PDS aux élections législatives, boycottées par une bonne partie de l'opposition ; nomination de Cheikh Hadjibou Soumaré au poste de Premier ministre
- mars 2008 : 11e sommet de l'Organisation de la conférence islamique (OCI) à Dakar
- 8 août 2008 : rétablissement de la Cour suprême, supprimée en 1992, par fusion de la Cour de cassation et du Conseil d'État
- 23 mars 2009 : élections régionales, municipales et rurales, favorables à l'opposition
- 30 avril 2009 : après la démission de Cheikh Hadjibou Soumaré, nomination de Souleymane Ndéné Ndiaye au poste de Premier ministre
- 26 février 2012 : Élection présidentielle
- 24 février 2019 : Élection présidentielle
- 31 juillet 2022 : Election législative de la 14é législature
- 25 mars 2024 : Élection présidentielle
- 1er juillet 2025 : La France rétrocède au Sénégal la station interarmées de Rufisque, cette station, active depuis 1960, était chargée des communications sur la façade atlantique sud, la quatrième bases militaires officiellement remis au Sénégal[25].